# Ron Jeremy

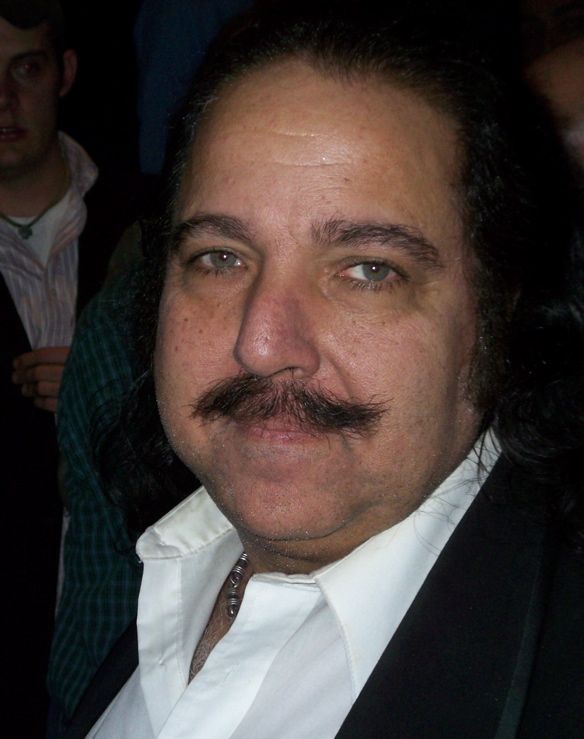
Ron Jeremy (2007)

Ron Jeremy (geboren 12. März 1953 in New York; eigentlich Ronald Jeremy Hyatt) ist ein ehemaliger US-amerikanischer Pornodarsteller und Schauspieler.

## Leben und Karriere
Jeremy wurde im New Yorker Stadtteil Flushing im Stadtbezirk Queens in eine jüdische Familie geboren.
Sein Vater Arnold Hyatt (geb. 1918) war Physiker und Professor am Queens College der City University of New York und seine Mutter, Sylvia Hyatt, geborene Koral (1922–1979),  Buchredakteurin, die im Zweiten Weltkrieg in der Office of Strategic Services (O.S.S.) gedient hatte, da sie fließend Deutsch und Französisch sprach.
Vor seiner Karriere als Pornodarsteller studierte er Theaterwissenschaft und trat als Schauspieler auf. Für kurze Zeit arbeitete er als Lehrer für Lernbehinderte, entschloss sich aber in den 1970ern, nach Amateurfotos für die Playgirl, in der gerade entstehenden New Yorker Pornoszene zu arbeiten. Mitte der 1970er bis Mitte der 1980er, während der sogenannten „Goldenen Ära des Pornos“, war die Produktion auf das Kino zugeschnitten – und je nach Explizität der Darstellung illegal. Jeremy wurde daher zweimal wegen seiner Tätigkeit als Pornodarsteller verhaftet und entging 1988 einer längeren Gefängnisstrafe nur durch ein Urteil des Obersten Gerichtshofs (California v. Freeman, 488 U.S. 1311 (1989)).
Jeremy bekam den Spitznamen „The Hedgehog“ (deutsch „Der Igel“) im Jahr 1979 von seinem Schauspielerkollegen Bill Margold, als er in der Erwartung warmen kalifornischen Wetters nur mit Shorts und T-Shirt bekleidet von New York nach Los Angeles flog, um den Film Olympic Fever zu drehen. Bei einer langen Motorradfahrt zum Filmset nahe Lake Arrowhead, während der sich das Wetter zu schneesturmartigen Bedingungen verschlechterte, zog er sich eine gefährliche Unterkühlung zu. Am Filmset angekommen brachte man ihn sofort zum Auftauen unter die Dusche, und als er von dieser zurückkam, hatte seine Haut, bedingt durch den starken Temperaturunterschied, einen rosigen Farbton angenommen und seine Körperhaare standen ab. Als Margold ihn in diesem Moment so sah, meinte er an Jeremy gerichtet: „You are a hedgehog, my friend. A walking, talking hedgehog.“ („Du bist ein Igel, mein Freund. Ein aufrechtgehender, sprechender Igel.“)
Jeremy hält mit 1.750 Filmen den Guinness-Rekord für die „größte Anzahl Auftritte in pornografischen Filmen“. Bei etwa 100 Filmen hat er auch selbst Regie geführt. Ron Jeremy behauptet von sich selbst, mit über 4.000 Frauen koitiert zu haben. Er sei auch als Produzent/Regisseur bei den Darstellern beliebt gewesen, weil auf seinen Pornosets immer eine lockere, kollegiale Party-Atmosphäre herrschte und er fair und bar zahlte, berichtet der deutsch-amerikanische Entertainment- und Erotica-Autor Jerry Hoss, der seine damalige Freundin Sabrina Jürgens aus Köln oft zu Pornodrehs in Kalifornien begleitete, in seinem autobiografischen Buch Aus dem Leben eines postmodernen Taugenichts.

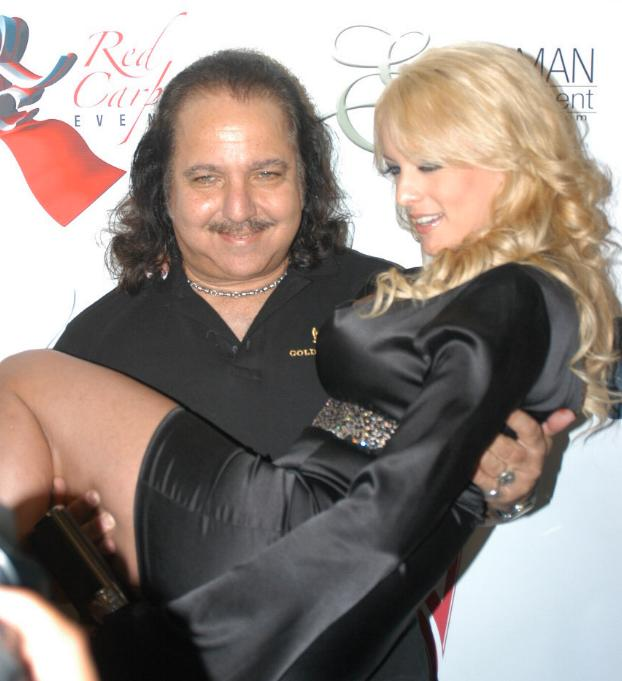
Ron Jeremy mit Kollegin Stormy Daniels auf seiner viel besuchten Geburtstagsparty (2007)

In einigen nicht-pornografischen Filmen wie Killing Zoe (1993), Orgazmo (1997), Studio 54 (1998), Der blutige Pfad Gottes (1999) und Spun (2002) spielte er Nebenrollen. Eine Szene mit ihm in dem Film Ronin (1998) wurde in der Endfassung aber wieder herausgeschnitten, da ein Vorschaupublikum lachte, nachdem es ihn erkannt hatte. Er trat unter mehreren Pseudonymen auf, darunter Bill Blackman, Lolita Brooklyn, David Elliot, Ron Gerimiah, Ron Hedge, Ron Hiatt, Ron Jeremy Hyatt, Ronald Hyatt, Ron Hyatt, Ron Hywatt, Lulu Latouche, Nicholas Pera, Nicolas Pera, Norm L. Pera, Norm Prestissimo und Ron Prestissimo. 2001 entstand Porn Star: The Legend of Ron Jeremy, ein Dokumentarfilm über sein Leben.
In den Musikvideos zu den Songs American Bad Ass von Kid Rock, The Plot To Bomb The Panhandle von A Day to Remember, Date Rape der Band Sublime, Who’s Ya Daddy von Necro, Sexy And I know It von LMFAO, We Are All Made Of Stars von Moby, No Tengo Dinero von Los Umbrellos und This Is What It Feels Like von Armin van Buuren hatte er ebenso einen Auftritt wie im Film Crank 2: High Voltage (2009). 2012 hatte er einen Gastauftritt in der Low-Budget-Produktion Bikini Spring Break Massaker.
2004 wurde Ron Jeremy als einer von 30 bekannten Pornodarstellern von dem amerikanischen Fotografen Timothy Greenfield-Sanders in seinem Buch XXX: 30 Porn-Star Portraits und seiner HBO-Dokumentation Thinking XXX porträtiert.
Die finnische Band Pepe Deluxé wurde von Jeremy bei der Produktion eines Albums finanziell unterstützt, als Gegenleistung nahm sie eine exklusive EP für ihn auf. Im Jahr 2007 wurde er von den Sugarettes auf deren Album Love & Other Perversities mit einem Song geehrt.

## Anklagen und Vorwürfe sexueller Gewalt
Im Juni 2017 verlautbarte das Webcam-Model Ginger Banks in einem YouTube-Video, dass sie Vorwürfe sexueller Gewalt durch Jeremy sammle. In der Folge gab es zahlreiche Wortmeldungen, die meist von Frauen aus der Porno-Branche stammen und (im Regelfall) nicht angezeigt wurden. So beschuldigte Ginger Lynn Jeremy ebenso der Vergewaltigung (2003) wie Jennifer Steele und Danica Dane. Steele sagte, Jeremy habe sie bei einem Fotoshooting und im Dezember 1997 in seiner Wohnung vergewaltigt. Einige der Anschuldigungen beziehen sich auf seine Auftritte auf Porno-Conventions und behaupten, dass er seine Finger ohne Zustimmung in Vaginen einführte. Es liegen auch zwei Anzeigen von Frauen, die nicht der Porno-Branche angehören, bei der Polizei vor. Die Organisatoren von Exxxotica verbannten Jeremy schließlich im Oktober 2017 nach einer Social-Media-Kampagne von Ginger Banks von ihren Shows. Die Branchenorganisation Free Speech Coalition hat ihm den 2009 verliehenen „Positive Image Award“ wieder aberkannt. Jeremy behauptet, dass alle sexuellen Handlungen einvernehmlich waren. Im Juni 2020 wurde Jeremy in Los Angeles wegen Vergewaltigung und Nötigung von vier Frauen angeklagt.
Jeremy, dessen Kaution bei der ersten Anklage im Juni auf 6,6 Millionen Dollar festgesetzt worden war, wurde in der Twin Towers Correctional Facility inhaftiert. Ende August 2020 wurde die Anklage gegen den mittlerweile inhaftierten Jeremy auf insgesamt 20 Fälle, darunter ein Übergriff auf eine 15-Jährige, erweitert. Im Oktober wurde die Anklage dann auf insgesamt 23 Fälle angehoben. Die BBC-Dokumentation Ron Jeremy: Fall of a Porn Icon, die die Geschichte der Anschuldigungen gegen Jeremy nachzeichnet und Interviews mit einigen von seinen angeblichen Opfern, darunter Ginger Banks und Tana Lee, enthält, wurde im November 2021 uraufgeführt. Am 17. März 2022 wurde Jeremys Prozess bis zu einer psychiatrischen Untersuchung ausgesetzt, nachdem er Berichten zufolge durcheinander war und seinen eigenen Anwalt nicht erkennen konnte und daraufhin in eine psychiatrische Einrichtung verlegt werden musste. Im Januar 2023 wurde die Anklage fallengelassen, da Jeremy wegen einer inzwischen diagnostizierten, fortgeschrittenen Demenzerkrankung nicht mehr verfahrensfähig war.

## Filmografie (Auswahl)

### Spielfilme
- 1984: Ghostbusters – Die Geisterjäger (Ghostbusters)
- 1986: 52 Pick-Up
- 1989: Dead Bang – Kurzer Prozess (Dead Bang)
- 1993: Killing Zoe
- 1994: Highway Heat (The Chase)
- 1997: Wallace (George Wallace)
- 1997: Orgazmo
- 1998: Ronin (Auftritt aus der Endfassung herausgeschnitten)
- 1998: Studio 54
- 1999: Detroit Rock City
- 1999: Der blutige Pfad Gottes (The Boondock Saints)
- 1999: Terror Firmer
- 2000: Wild Christmas (Reindeer Games)
- 2000: Atomic Hero 4 (Citizen Toxie: The Toxic Avenger IV)
- 2002: Die Regeln des Spiels (The Rules of Attraction)
- 2002: Spun (Cameo-Auftritt als Barkeeper)
- 2003: Just Shoot Me – Redaktion durchgeknipst (Just Shoot Me!)
- 2005: House of the Butcher 2 (Dead Meat)
- 2006: Poultrygeist: Night of the Chicken Dead
- 2008: Porn Horror Movie
- 2009: Crank 2: High Voltage (Crank: High Voltage)
- 2011: Bloody Bloody Bible Camp

### Fernsehserien
- 2000: Nash Bridges

### Pornofilme
- 1983: Daughters of Emmanuelle
- 1989: Hawaii Vice 6
- 2007: Not The Bradys XXX
- 2007: Operation: Desert Stormy
- 2007: Spunk’d – The Movie
- 2010: Malice in Lalaland
- 2010: Saw: A Hardcore Parody
- 2011: Elvis XXX – A Porn Parody
- 2011: Rocky XXX: A Parody Thriller
- 2012: Pee-Wee’s XXX Adventure: A Porn Parody
- 2012: This Ain’t Ghostbusters XXX
- 2013: Grease XXX – A Parody
- 2013: Not The Bradys XXX: Marcia Goes To College!
- 2014: 24 XXX: An Axel Braun Parody
- 2014: This Ain’t Supernatural XXX

## Auszeichnungen
- 1983: AFAA Award als Best Supporting Actor for Suzie Superstar
- 1984: AFAA Award als Best Supporting Actor for All the way in
- 1984: XRCO Award mit Little Oral Annie für die beste Oralsexszene
- 1986: AVN Award als Best Supporting Actor for Candy Stripers II
- 1991: AVN Award als Best Supporting Actor – Video for Playin’ dirty
- 2006: F.A.M.E. Award als Favorite Adult Actor
- 2006: XRCO Award als Mainstream Adult Media Favorite
- 2010: XFANZ Award in der Kategorie Legendary Honors[12]